# Alexandr Vinokourov
Alexandr Nikolaivich Vinokourov (Petropavl, 16 de Setembro de 1973)  é um ciclista profissional do Cazaquistão.

## Carreira
Fez parte das equipas profissionais de ciclismo Casino (1998–1999), Team Telekom/T-Mobile, Liberty Seguros-Würth (2006) e Astana. Já ganhou várias etapas em corridas internacionais, entre elas vitórias em etapas no Tour de France, Paris-Nice e Dauphiné Libéré. É de destacar, por exemplo, a vitória nos Campos Elísios, no Tour de 2005.
Venceu as clássicas Liège-Bastogne-Liège e Amstel Gold Race. Também ganhou numerosas provas por etapas, como a Deutschland-Tour em 2001 e o Tour de Suisse de 2003, mas a sua maior vitória ocorreu em 2006, quando ganhou várias etapas e a geral da Vuelta a España, derrotando o espanhol Alejandro Valverde.
Em 7 de dezembro de 2007, durante uma conferência de imprensa em Almaty, Vinokourov, suspenso pela sua federação por dopagem, anunciou que encerrava sua carreira ciclista.
Contudo, em 2009 regressa pela equipa Astana participando na Vuelta, da qual viria a desistir. Ainda assim alcançou um quarto lugar numa das etapas.
No 2009 volta a competição, fica com a primeira etapa no Tour de l´Ain, segundo no campeonato de estrada em Ásia, ganha o ouro no campeonato contra o relógio em Ásia e o GP das nações.
Em 2010 ganha o Giro del Trentino mais uma etapa e o Lieja-Bastogne-Lieja. No Giro de Italia, na etapa 3 ganha o maillot rose, superando ao Cadel Evans.
Em 2012, Vinokourov tornou-se campeão olímpico, tendo vencido a prova de estrada no Jogos de Londres 2012.